# Siliqua costata
Siliqua costata är en musselart som beskrevs av Thomas Say 1822. Siliqua costata ingår i släktet Siliqua och familjen knivmusslor. Inga underarter finns listade i Catalogue of Life.